# Christian Schommers

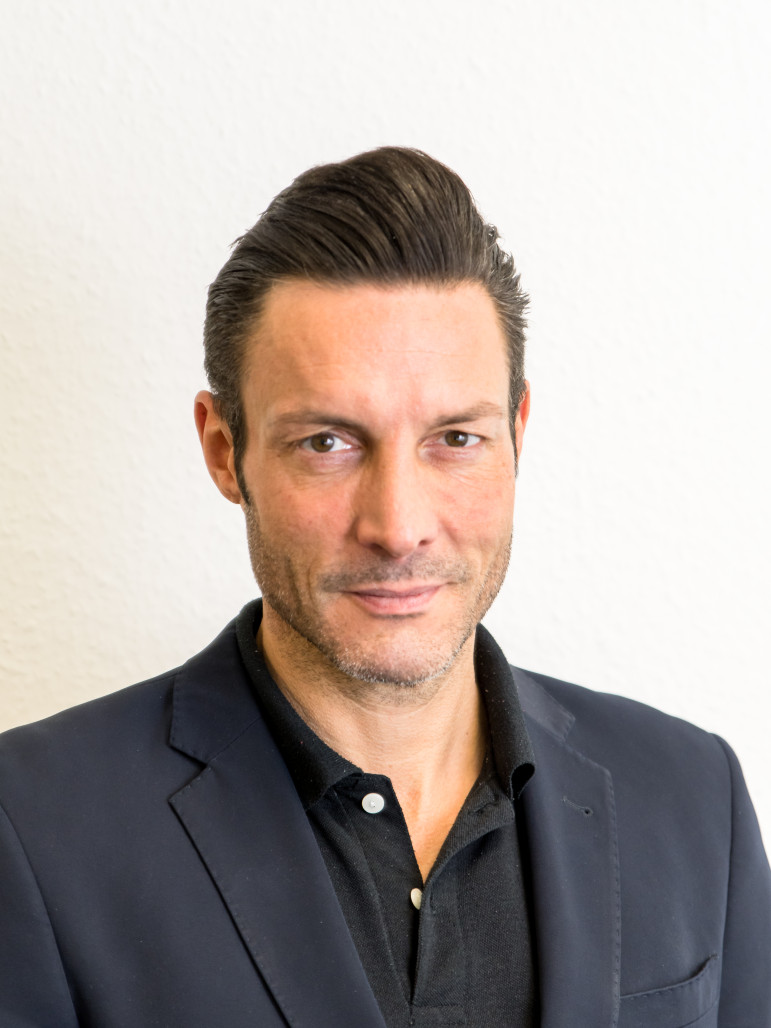
Christian Schommers

Christian Schommers (* 3. Dezember 1971 in Grünstadt) ist ein deutscher Journalist, Buchautor und Medienunternehmer.

## Leben
Nach dem Abitur auf dem Privaten Gymnasium Marienstatt studierte Schommers von 1991 bis 1996 an der Universität zu Köln Anglistik (Staatsexamen) und an der Deutschen Sporthochschule Köln Sportwissenschaften und Sportpublizistik (Staatsexamen). Während seines Studiums arbeitete er als freier Mitarbeiter in den Sportredaktionen der Rhein-Zeitung (Koblenz) und des Express in Köln.
Beim Pay-TV-Sender Premiere volontierte er 1996/97 in der Sportredaktion zum TV-Redakteur – Ausbilder waren u. a. Michael Pfad, Harry Valérien und Ernst Huberty. Er blieb bei dem Sender bis 1999 als Redakteur und Reporter (Fußball-Bundesliga, Champions League). Als der Münchner Spartensender tm3 für die Saison 1999/2000 die Übertragungsrechte für die Champions League erwarb, wurde Schommers dort fester „Field-Reporter“ und produzierte u. a. Sport-Features.
Danach wechselte Christian Schommers vom Fernseh- in den Print-Journalismus. Seine Stationen: ab 2000 Reporter im Society-Ressort bei Gala und 2002 Chefreporter bei Bild in der Unterhaltungsredaktion. Im Jahr 2005 wurde er von der Bauer Media Group als Unterhaltungschef für das Wochenmagazin Revue berufen. Innerhalb des Verlages beförderte man ihn 2006 zum Stellvertretenden Chefredakteur neben Tom Junkersdorf bei der Bravo. 2009 wechselte er als Berater des Chefredakteurs zur Sportbild, um dann von 2010 bis 2012 für drei Jahre als Autor für das Ressort Interview & Sport exklusiv für die Bunte unter Chefredakteurin Patricia Riekel tätig zu sein. Von dort kehrte Christian Schommers 2013 als Stellvertretender Chefredakteur von Closer zur Bauer Media Group zurück. Bereits nach einem halben verließ er auf eigenen Wunsch das Wochen-Magazin, um gemeinsam mit Boris Becker als Autor dessen Biografie „Das Leben ist kein Spiel“ zu erarbeiten. Im gleichen Jahr erschien das 300 Seiten umfassende Werk, das es bis auf Platz 2 der Spiegel-Bestseller-Liste in der Kategorie „Sachbuch“ schaffte. Im Jahr 2015 wurde die von Christian Schommers als Autor verantwortete Biografie „Die Wahnsinnskarriere des Mehmet E. Göker“ veröffentlicht. Sie erreichte im November Platz 11 der Spiegel-Bestseller-Liste. Am 18. Februar 2016 erschien die von Schommers verfasste Biografie des deutsch-ghanaischen Fußballspielers Kevin-Prince Boateng: „Ich, Prince Boateng: Mein Leben. Mein Spiel. Meine Abrechnung“. Die Buch-Veröffentlichung sorgte für Schlagzeilen. Die Bild-Zeitung schrieb: „352 Seiten Sprengstoff“ und weiter: „Boateng plaudert in seinem Buch nicht nur brisante Anekdoten aus dem Fußball aus (z.B. über Klopp, Ballack etc.). Gleich auf mehreren Seiten geht es auch um Affären, seine Abstürze …“. Nur einen Monat nach Erscheinen zog der Plassen-Verlag das Buch aus dem Handel zurück, da die Ex-Freundin Boatengs einen Gerichtsbeschluss wegen „Verletzung der Privatsphäre“ erwirkt hatte.
Aktuell ist Christian Schommers als Berater tätig.
Christian Schommers ist ledig und lebt in Hamburg.

## Publikationen
- Das Leben ist kein Spiel. (mit Christian Schommers). München 2013, ISBN 978-3-7766-2718-3.
- Die Wahnsinnskarriere des Mehmet E. Göker: Vom Migrantenkind zum Millionär. Aufstieg, Fall und Comeback des Powerverkäufers. FinanzBuch Verlag, München 2015, ISBN 978-3-89879-886-0.
- Ich, Prince Boateng: Mein Leben. Mein Spiel. Meine Abrechnung. Plassen Verlag, München 2016, ISBN 978-3-86470-319-5.